# Ручьи (Крестецкий район)
Ручьи́ — деревня в Крестецком муниципальном районе Новгородской области, административный центр Ручьёвского сельского поселения.

## География
Деревня Ручьи расположена на левом берегу реки Яймля, на трассе Крестцы — Окуловка — Боровичи, в 16 км к северо-востоку от посёлка Крестцы, в 18 км к западу от съезда на Малый Борок с М11.
На западе примыкает деревня Подсека.

## История
В XV—XVII веках Ручьи были центром Ручьёвского погоста Деревской пятины Новгородской земли (стр. 102).
В 1741 году здесь была выстроена церковь Георгия Победоносца.
Отмечены на картах 1787, 1788(лист 55), 1826—1840, 1844 годов.
Ручьи относились к Тимофеевской волости Крестецкого уезда Новгородской губернии.
В начале XX века при участии лейб-медика В. Н. Сиротинина, академика Николая Петровича Симановского и других помещиков выстроена Церковь Покрова Пресвятой Богородицы.
В 1908 в Ручьях была церковная земля Ручьёвского погоста при старой церкви с 8 дворами, 6 домами и населением в 19 человек, усадьба Софии Васильевны Шишмарёвой, а также школа и новая церковь, построенные на сельской земле, дарованной Глебом Михайловичем Шишмарёвым.

## Население

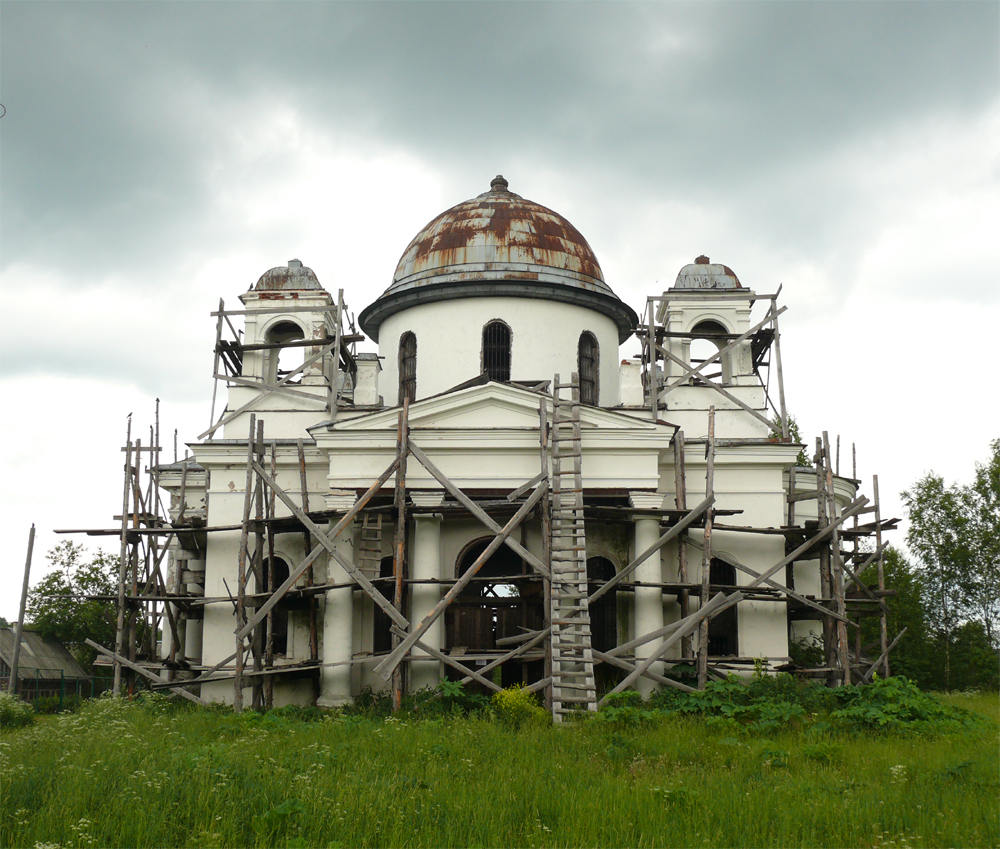
Церковь Покрова Пресвятой Богородицы

В 2002—370.
| 2010 |
| ---- |
| 345  |

В 2012—405.
В 2014—391.

## Социально значимые объекты
В 1985 году в деревне был открыт Дом культуры.
Есть школа, почта и магазин.

## Люди, связанные с деревней
28 июня 1922 года в деревне Санталово, расположенной в 8 км от Ручьёв, умер поэт Велимир Хлебников. Ближайшее кладбище было в Ручьях, поэтому похоронили его здесь на погосте у церкви Георгия Победоносца. За могилой поэта долгое время присматривала местная жительница Евдокия Лукинична Степанова. В 1960 году останки поэта были перезахоронены на Новодевичьем кладбище в Москве. 28 июня 1986 года, в 100-летнюю годовщину со дня рождения Велимира Хлебникова, в деревне Ручьи на месте захоронения был открыт памятник работы Вячеслава Клыкова, а в сельском Доме культуры — мемориальный музей поэта. Ежегодно здесь проходят «Хлебниковские чтения».

## Достопримечательности
В деревне сохранились руины двух православных храмов:
- Деревянная церковь Георгия Великомученика с колокольней, памятник архитектуры XVIII века. Вокруг церкви расположено деревенское кладбище. В настоящее время церковь находится на грани полного разрушения.
- Каменная пятикупольная церковь Покрова Божьей Матери постройки начала XX века. В 2000-х годах была предпринята попытка реставрации храма, однако работы закончены не были.